# Zentraleuropäische Informatik-Olympiade
Die Zentraleuropäische Informatik-Olympiade (Englisch: Central European Olympiad in Informatics - CEOI) ist eine jährlich stattfindende Wissenschaftsolympiade für Schüler, insbesondere der gymnasialen Oberstufe bzw. vergleichbarer Ausbildungsrichtungen in anderen Ländern. Jedes der teilnehmenden zentraleuropäischen Länder (sowie eines oder zweier Gastländer und einer lokalen Mannschaft des Gastgebers) sendet eine Mannschaft von bis zu vier Schülern, einen Mannschaftsleiter und einen stellvertretenden Mannschaftsleiter. Die Wettbewerbsteilnehmer treten einzeln gegeneinander an, d. h. ein Mannschaftsergebnis wird, zumindest offiziell, nicht errechnet. Die Teilnehmer werden aufgrund nationaler Informatikwettbewerbe ausgewählt.
Im Wettbewerb werden an zwei Tagen Programmieraufgaben algorithmischer Natur gelöst. Der Ablauf dieser Wettbewerbstage und die Art der Aufgaben sind im Artikel Internationale Informatik-Olympiade (IOI) beschrieben. Dieser Wettbewerb bildete tatsächlich das Vorbild für die Erfindung der eher lokalen CEOI.
Die erste CEOI fand 1994 in Rumänien (Gründer der CEOI) statt, fünf Jahre nach der ersten IOI.
Deutschland nimmt seit 1997 regelmäßig teil. Österreich (2001, 2002, 2017 und 2018) nahm bisher viermal teil. Die Schweiz nimmt seit 2009 (außer 2013) teil.

## Liste der Austragungsorte
- CEOI 1994 fand statt in Cluj-Napoca, Rumänien (27.–31. Mai 1994). Teilnehmer: Kroatien, Tschechische Republik, Ungarn, Moldau, Polen, Rumänien, Türkei, Jugoslawien.
- CEOI 1995 fand statt in Szeged, Ungarn (29. Mai bis 3. Juni 1995). Teilnehmer: Belarus, Kroatien, Tschechische Republik, Estland, Ungarn, Litauen, Polen, Rumänien, Slowakei, Ukraine, Jugoslawien.
- CEOI 1996 fand statt in Bratislava, Slowakei (9.–13. Oktober 1996). Teilnehmer: Kroatien, Tschechische Republik, Ungarn, Polen, Rumänien, Slowakei, Slowenien.
- CEOI 1997 fand statt in Nowy Sącz, Polen (17.–24. Juli 1997). Teilnehmer: Belarus, Kroatien, Estland, Deutschland, Ungarn, Lettland, Litauen, Niederlande, Polen, Rumänien, Slowakei, Ukraine, USA, Jugoslawien.
- CEOI 1998 fand statt in Zadar, Kroatien (20.–27. Mai 1998). Teilnehmer: Bosnien und Herzegowina, Kroatien, Tschechische Republik, Deutschland, Ungarn, Polen, Rumänien, Slowakei, Slowenien.
- CEOI 1999 fand statt in Brno, Tschechische Republik (2.–9. September 1999). Teilnehmer: Bosnien und Herzegowina, Kroatien, Tschechische Republik, Deutschland, Ungarn, Polen, Rumänien, Slowakei, Slowenien, USA.
- CEOI 2000 fand statt in Cluj-Napoca, Rumänien (24.–31. August 2000). Teilnehmer: Kroatien, Tschechische Republik, Deutschland, Ungarn, Moldau, Niederlande, Polen, Rumänien, Slowakei, Slowenien, USA.
- CEOI 2001 fand statt in Zalaegerszeg, Ungarn (10.–17. August 2001). Teilnehmer: Österreich, Kroatien, Tschechische Republik, Deutschland, Ungarn, Polen, Rumänien, Slowakei, Slowenien, Estland, Finnland, Italien, Niederlande.
- CEOI 2002 fand statt in Košice, Slowakei (30. Juni bis 6. Juli 2002). Teilnehmer: Österreich, Kroatien, Tschechische Republik, Deutschland, Ungarn, Polen, Rumänien, Slowakei, Slowenien, Niederlande, Iran.
- CEOI 2003 fand statt in Münster, Deutschland (5.–12. Juli 2003). Teilnehmer: Kroatien, Polen, Tschechische Republik, Slowenien, Niederlande, USA, Ungarn, Slowakei, Rumänien, Iran, Deutschland, Westfalen.
- CEOI 2004 fand statt in Rzeszów, Polen (13.–17. Juli 2004). Teilnehmer: Bosnien und Herzegowina, Kroatien, Tschechische Republik, Deutschland, Ungarn, Polen, Rumänien, Slowakei.
- CEOI 2005 fand statt in Sárospatak, Ungarn (28. Juli bis 5. August 2005). Teilnehmer: Bosnien und Herzegowina, Kroatien, Tschechische Republik, Estland, Frankreich, Deutschland, Ungarn, Polen, Rumänien, Sárospatak, Slowakei, Spanien, Niederlande.
- CEOI 2006 fand statt in Vrsar, Kroatien (1.–8. Juli 2006). Teilnehmer: Kroatien, Tschechische Republik, Deutschland, Ungarn, Polen, Rumänien, Slowakei, Kroatien II, Kroatien III.
- CEOI 2007 fand statt in Brno, Tschechische Republik (1.–7. Juli 2007). Teilnehmer: Kroatien, Tschechische Republik, Deutschland, Ungarn, Polen, Rumänien, Slowakei, Tschechische Republik II, Brno.
- CEOI 2008 fand statt in Dresden, Deutschland (6.–12. Juli 2008). Teilnehmer: Kroatien, Tschechische Republik, Deutschland, Ungarn, Israel, Polen, Rumänien, Sachsen, Slowakei.
- CEOI 2009 fand statt in Târgu Mureș, Rumänien, (8.–14. Juli 2009). Teilnehmer: Kroatien, Tschechische Republik, Deutschland, Ungarn, Polen, Rumänien, Slowakei, Schweiz, USA, Serbien, Moldau.
- CEOI 2010 fand in Košice, Slowakei, statt (12.–19. Juli 2010). Teilnehmer: Kroatien, Tschechische Republik, Deutschland, Ungarn, Polen, Rumänien, Slowakei, Bulgarien, Schweiz.
- CEOI 2011 fand in Gdynia, Polen, statt (7.–12. Juli 2011). Teilnehmer: Kroatien, Tschechische Republik, Deutschland, Ungarn, Polen, Rumänien, Slowakei, Slowenien, Schweiz.
- CEOI 2012 fand in Tata, Ungarn, statt (7.–13. Juli 2012). Teilnehmer: Kroatien, Tschechische Republik, Deutschland, Ungarn, Polen, Rumänien, Slowakei, Schweiz, Israel, Niederlande, Bulgarien, Slowenien.
- CEOI 2013 fand in Primošten, Kroatien, statt (13.–19. Oktober 2013).
- CEOI 2014 fand in Jena, Deutschland, statt (18.–24. Juni 2014). Teilnehmer: Kroatien, Tschechische Republik, Deutschland, Ungarn, Polen, Rumänien, Slowakei, Slowenien, Schweiz, Thüringen.
- CEOI 2015 fand in Brünn, Tschechien, statt (29. Juni bis 4. Juli 2015). Teilnehmer: Kroatien, Tschechische Republik, Georgien, Deutschland, Ungarn, Polen, Rumänien, Slowakei, Slowenien, Schweiz.
- CEOI 2016 fand in Piatra Neamț, Rumänien, statt (18.–23. Juli 2016). Teilnehmer: Bulgarien, Kroatien, Tschechische Republik, Georgien, Deutschland, Ungarn, Moldau, Polen, Rumänien, Slowakei, Slowenien, Schweiz.
- CEOI 2017 fand in Ljubljana, Slowenien, statt (10.–15. Juli 2017). Teilnehmer: Österreich, Aserbaidschan, Kroatien, Tschechische Republik, Georgien, Deutschland, Ungarn, Israel, Italien, Polen, Rumänien, Slowakei, Schweiz, Slowenien.
- CEOI 2018 fand in Warschau, Polen, statt (12.–18. August 2018). Teilnehmer: Österreich, Aserbaidschan, Kroatien, Tschechische Republik, Georgien, Deutschland, Ungarn, Italien, Polen, Rumänien, Slowakei, Slowenien, Schweiz.

## Goldmedaillen des deutschen Teams
- 1997: Timo Burkard (1. Platz)
- 2001: Daniel Jasper (3. Platz)
- 2007: Daniel Grunwald (1. Platz)